# Miss Universe Slovenije 2005
Miss Universe Slovenije 2005 je bilo lepotno tekmovanje, ki se je zgodilo leta 2005 v Festivalni dvorani na Bledu.
Prireditev je vodil Jurij Zrnec. Dekleta so se predstavila v treh izhodih. Od 16 tekmovalk jih je deset prišlo v polfinale, šest pa v superfinale.

## Žirija
V njej so sedeli Minka Alagič, Jani Klemenčič, Mitja Sojer - Mič, Dean Dubokovič, Breda Mijovič, Petra Bole in Vladimir Kraljević.

## Uvrstitve in nagrade
- Zmagovalka Dalila Dragojević, tiara Zlatarne Celje in avto Toyota Yaris
- 1. spremljevalka in miss Planeta Barbara Filipič
- 2. spremljevalka Tanja Jurko
- miss fotogeničnosti Kristina Petrova

## Miss Universe
Zmagovalka Dalila Dragojević se je na svetovnem izboru v Bangkoku predstavila v pikčasti obleki Maje Mehle, ko jo je nosila Živa Vadnov na Kitajskem in v "nacionalni" obleki Iris Mulej. Obe sta bili izbrani prek televotinga na mobitelih. S sabo je odnesla devet srebrnikov Zlatarne Celje v vrednosti tisoč dolarjev.